# Lillsjön (Korsberga socken, Småland)
Lillsjön är en sjö i Vetlanda kommun i Småland och ingår i Mörrumsåns huvudavrinningsområde.